# جامع باتشيان
جامع باتشيان (بالفارسية: مسجد قدمگاه) مسجد تاريخي يعود إلى عصر القاجاريين في إيران، ويقع في محافظة قم، في قرية باتشيان.

## صور

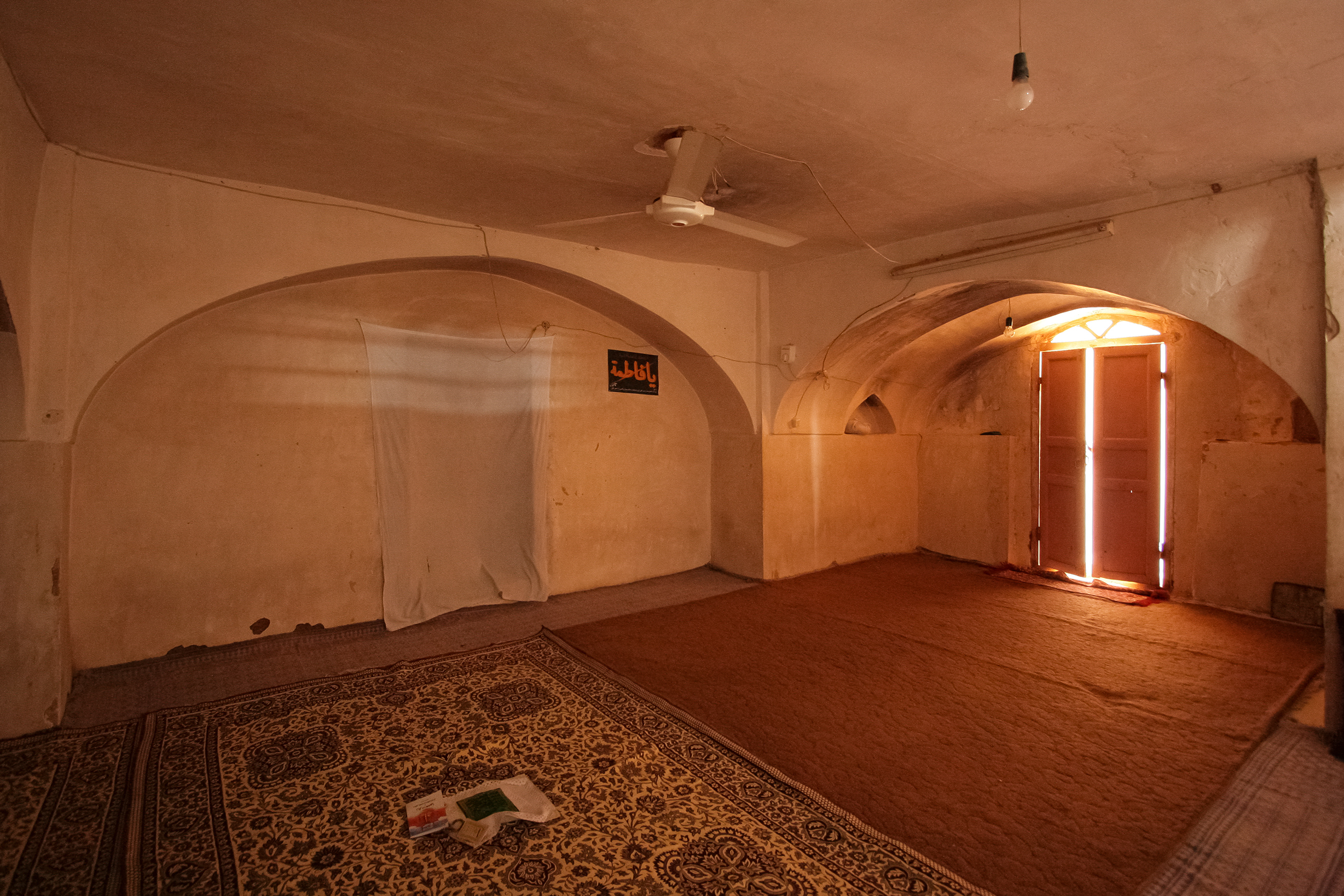
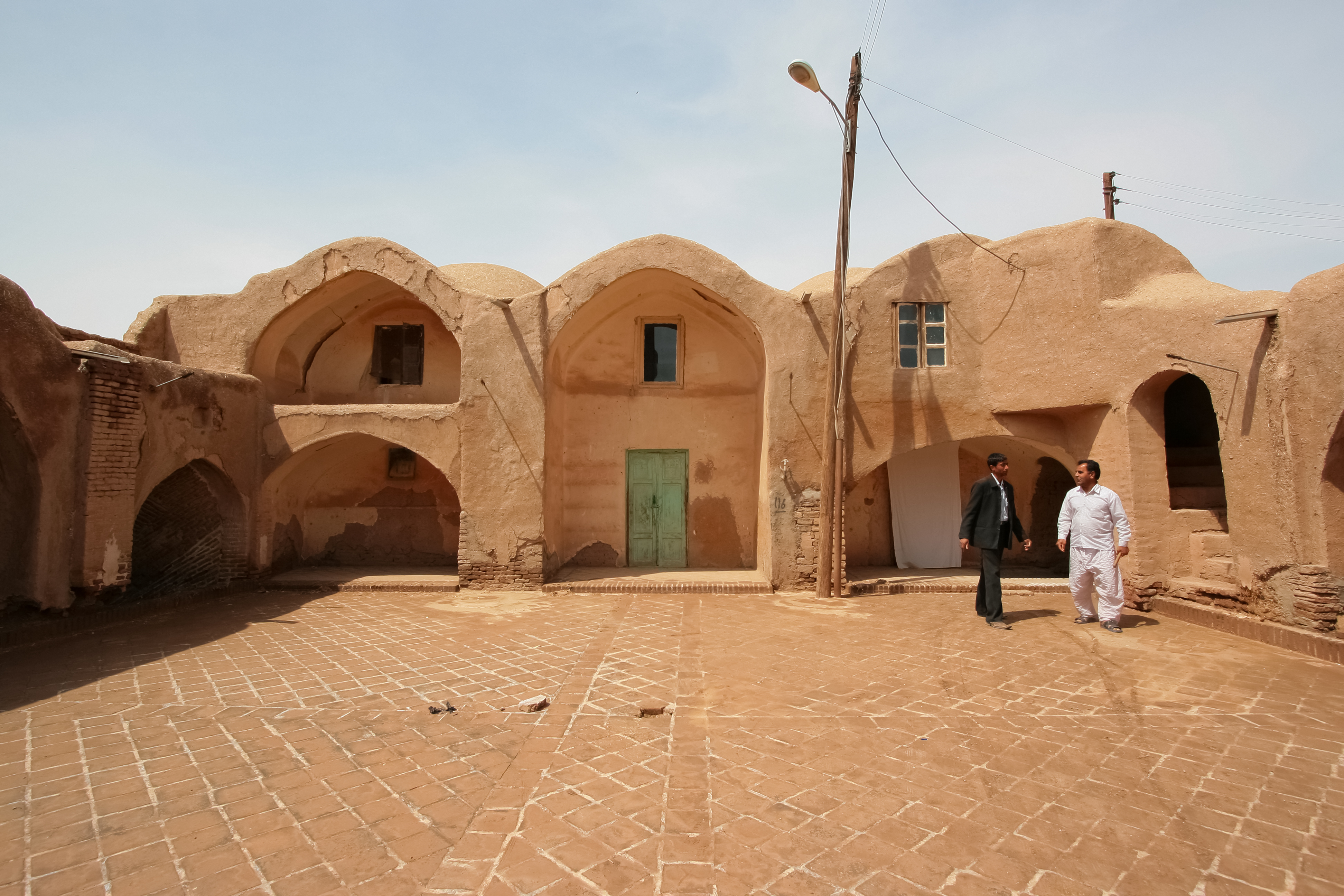
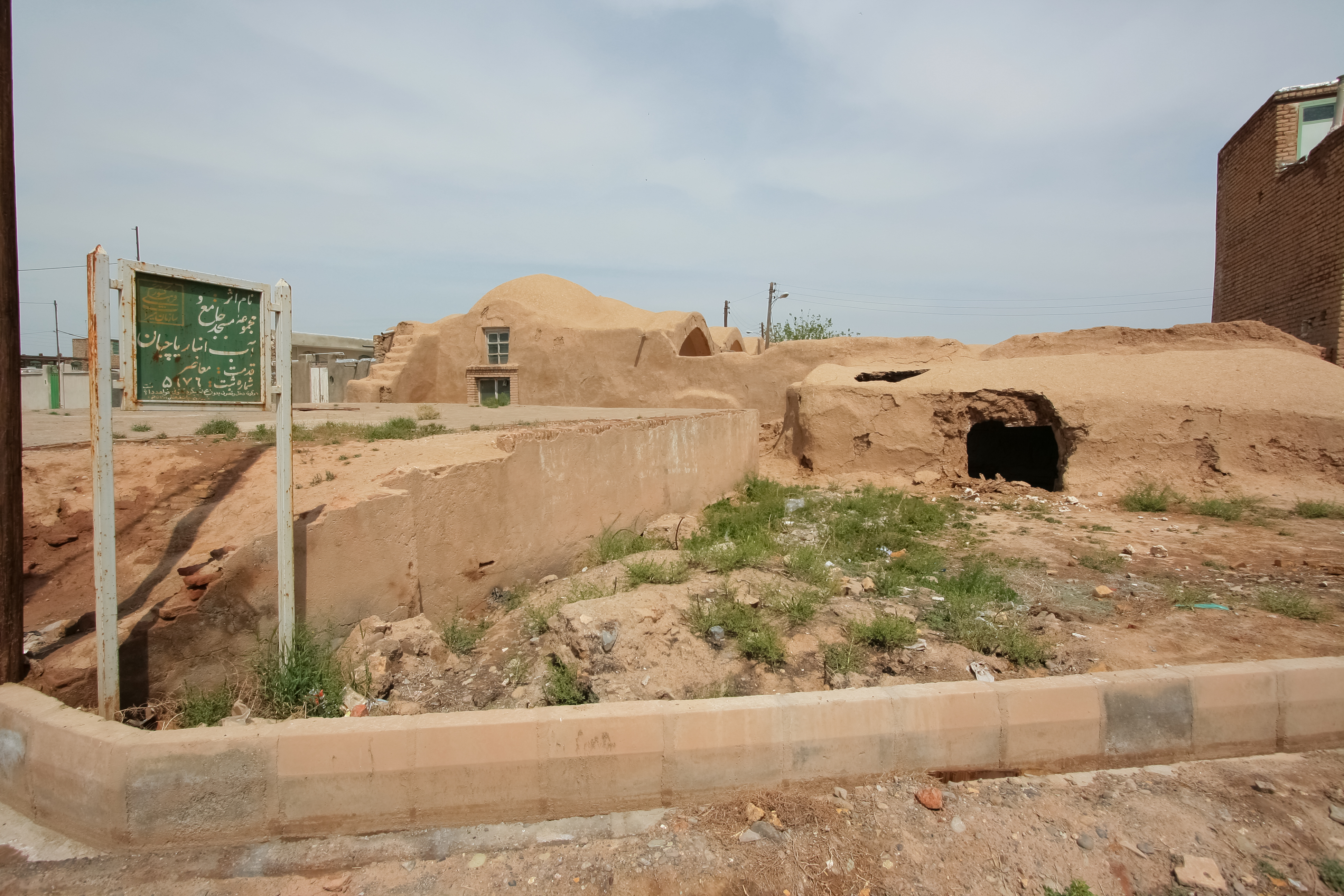
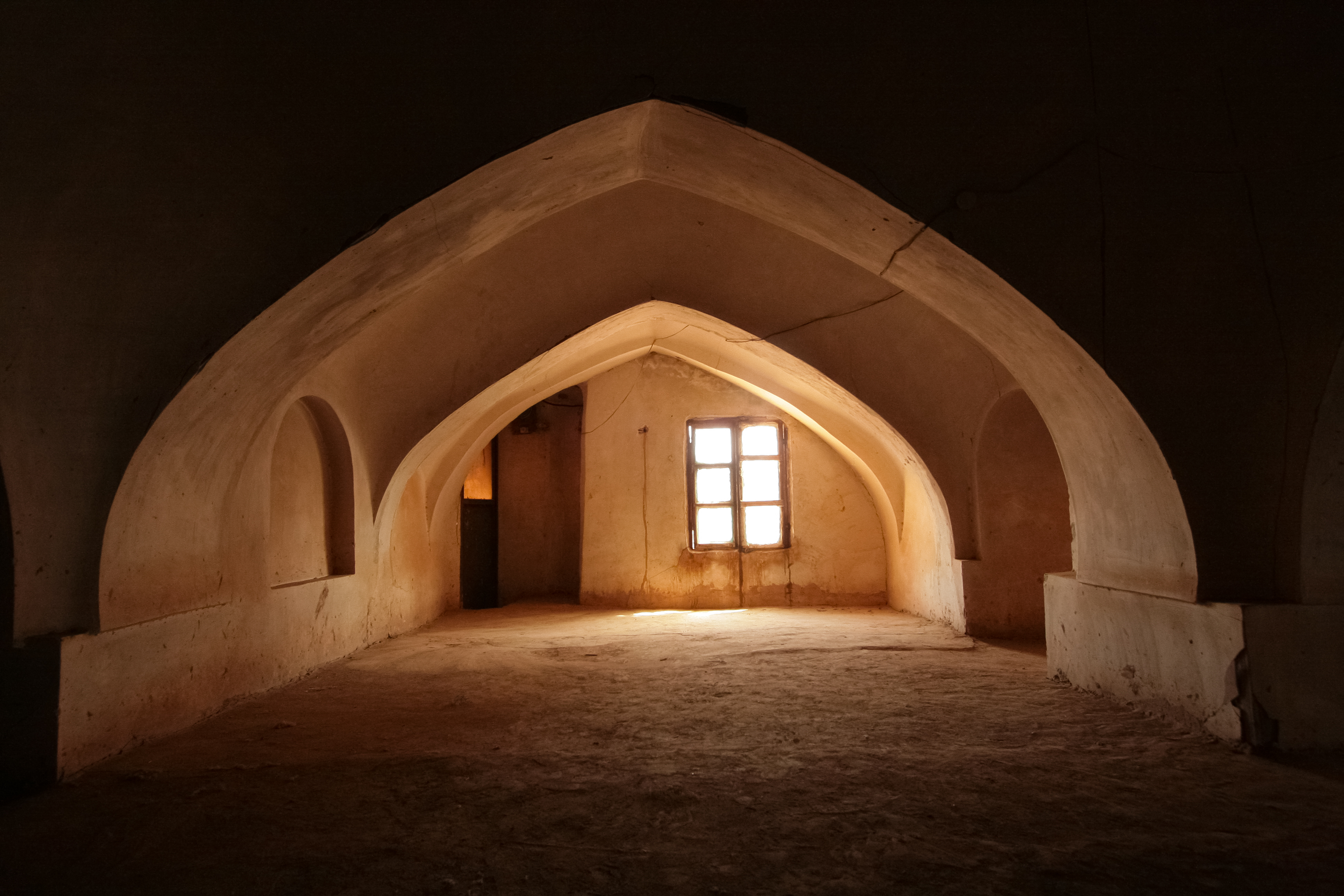
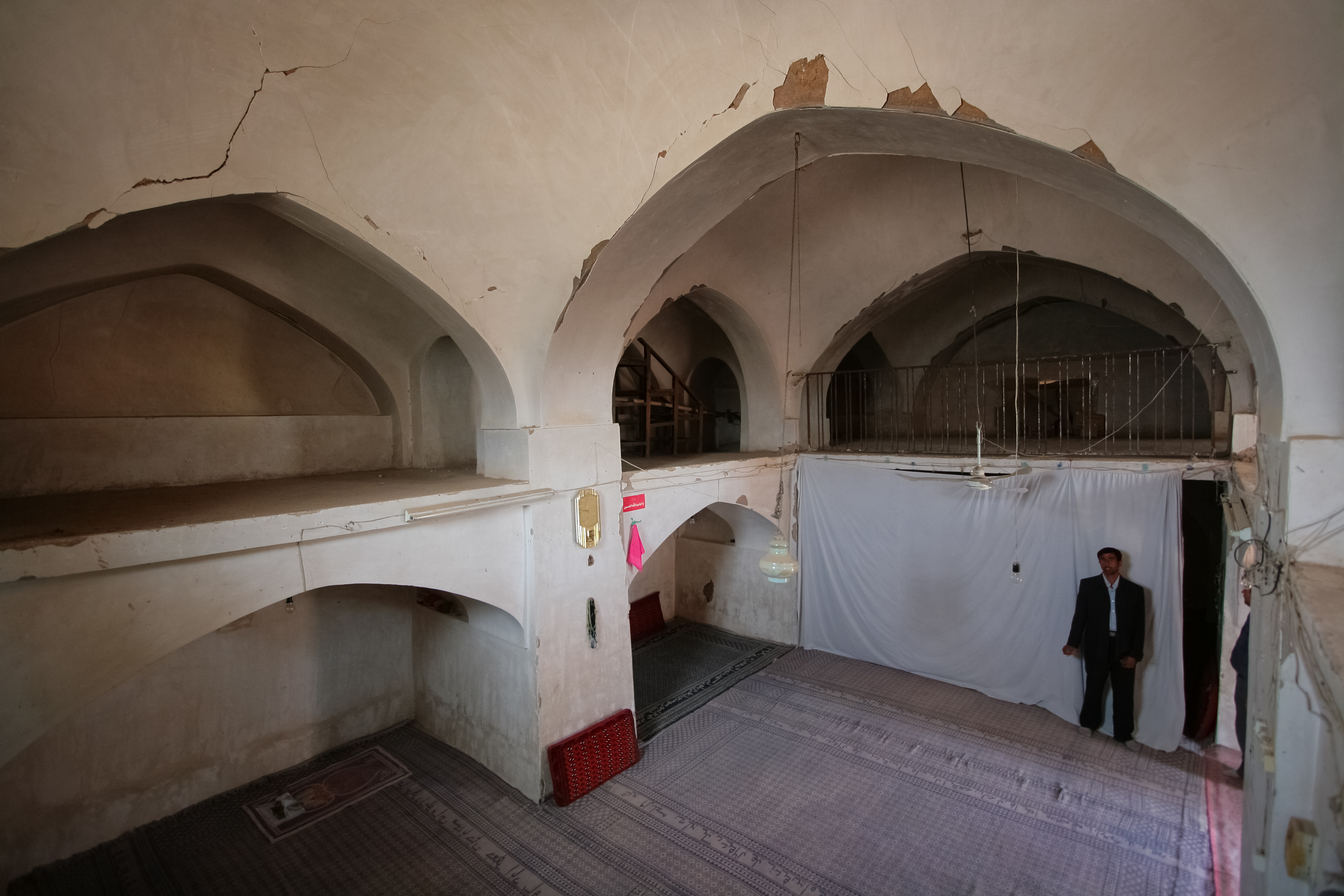